# Deutsches Staatswörterbuch
Das Deutsche Staats-Wörterbuch bzw. kurz Staatswörterbuch ist ein mehrbändiges staatswissenschaftliches Nachschlagewerk, das von Johann Caspar Bluntschli (1808–1881) und Karl Brater (1819–1869) „in Verbindung mit deutschen Gelehrten“ herausgegeben wurde und zu dessen Autoren die damalige wissenschaftliche Prominenz zählte, Juristen, Nationalökonomen und Historiker. Johann Caspar Bluntschli selbst war einer der bedeutendsten Schweizer Juristen des 19. Jahrhunderts, er war Professor in Zürich, München und Heidelberg sowie, im Jahre 1873, Mitbegründer des Institut de Droit International. Er war Mitglied des Deutschen Zollparlaments, der Badischen Ständeversammlung, Präsident des Deutschen Juristentages (1869) sowie Präsident des Deutschen Protestantenvereins.

## Einführung

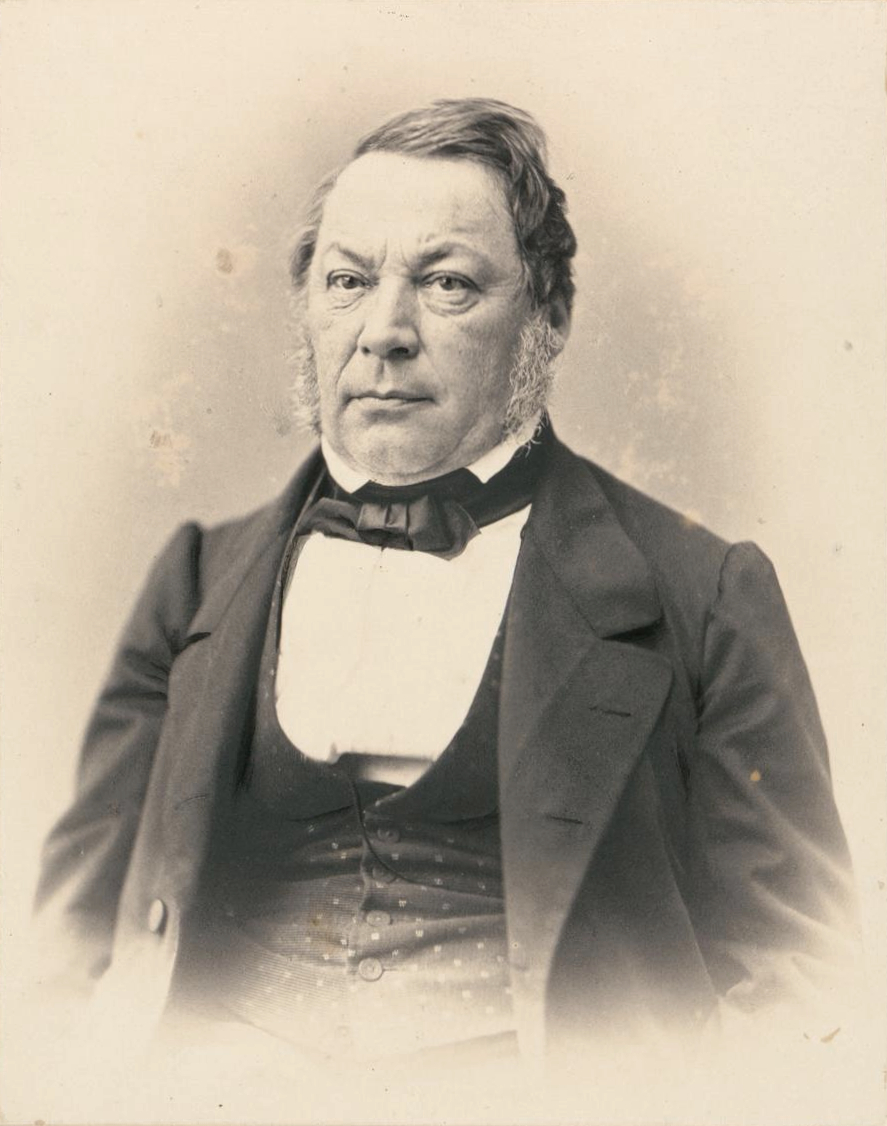
Johann Caspar Bluntschli in späteren Jahren

Die erste Ausgabe des liberal-konservativen Staatswörterbuchs erschien 1857 bis 1870 in 11 Bänden und behandelt umfassend staatswissenschaftliche Begriffe und Themen. Zahlreiche Politiklehrer wie Robert von Mohl, Wilhelm Roscher, Albert Schäffle, Wilhelm Stahl, Heinrich von Sybel und Heinrich von Treitschke haben zu dem Werk beigetragen. Es erschien seit 1857 in Stuttgart und Leipzig bei der „Expedition des Staats-Wörterbuchs“.
Der erste Band beginnt mit einer systematischen Übersicht in 21 Kapiteln, überschrieben u. a. mit Staatsmänner und Feldherrn, Staatswissenschaftler, Religionsstifter und Fürsten, Dynastien, Völkerfamilien und Völker, Individuen und Stände, Staaten, Staatsformen, Gericht, Wirtschaft, Freiheitsrechte, Völkerrecht. Im weiteren Verlauf ist das Werk alphabetisch gegliedert, mit Register im Anhang des jeweiligen Bandes.
Das Werk ersetzte den bisherigen Klassiker Rotteck-Welckersches Staatslexikon, und erschien in gewisser Weise parallel zu dessen dritter Auflage.
Eine dreibändige, teils neu bearbeitete Ausgabe des Staatswörterbuchs erschien zwischen 1869 und 1872, Nachträge dazu 1875. Sie wurde auf Grundlage der elfbändigen Erstversion von Bluntschli und Brater erstellt, in Verbindung mit andern Gelehrten bearbeitet und herausgegeben von dem deutschen Rechtswissenschaftler Richard Loening (1848–1913).
In seinem auf den 1. März 1875 aus Heidelberg datierten Nachwort schreibt Bluntschli, dass diese Neubearbeitung u. a. wegen des Deutsch-Französischen Kriegs erst 1875 fertig gestellt werden konnte:

„Alle diese Schwierigkeiten mußten zum Theil ertragen und konnten nur langsam überwunden werden. Es ist das endlich gelungen. Wenn man das Werk mit dem umfangreichen Deutschen Staatswörterbuch in elf Bänden vergleicht, so wird man wohl zugestehen, daß die wesentlichen Vorzüge des größeren Werkes in dem kleineren Werke wieder zu finden sind, und daß auch viele Artikel neu und zeitgemäß umgearbeitet worden.“

Das Werk wurde als „wissenschaftlicher als Rotteck und Welcker“ (Zischka) - d. h. als das Rotteck-Welckersche Staatslexikon - eingestuft, mit dem es auch in weltanschaulicher Hinsicht in Konkurrenz stand. Im Katalog der Bibliothek des Reichstages (Berlin 1890) werden beide Ausgaben neben dem Rotteck-Welckerschen Staatslexikon und anderen im Abschnitt „Wörterbücher“ (zu den Staatswissenschaften) gelistet.
Die Haltung gegenüber dem Ultramontanismus kommt beispielsweise im Artikel zu Joseph de Maistre zum Ausdruck, in dem der Verfasser Julius Weizsäcker der Monarchie das Recht zuspricht, „bei einem Fehltritt nicht von wilden Pöbelhaufen, sondern von einem geistlichen Herrscher kontrolliert zu werden... Die Inquisition ist unter Umständen ein recht zweckmäßiges und lobenswertes Institut.“ Im ab 1889 erscheinenden Staatslexikon der Görres-Gesellschaft wurden später christlich-katholische Positionen gegenüber den beiden zuvor erschienen bürgerlich-liberalen Staatslexika von Rotteck/Welcker und Bluntschli etabliert. Der Kölner Zentrumsabgeordnete und Rechtsanwalt Julius Bachem beispielsweise – der im Rahmen der Görres-Gesellschaft zwischen 1886 und 1912 Herausgeber des Staatslexikon der Görres-Gesellschaft war – führte nach J. Morley die Haltung der letztgenannten beiden „tonangebenden  liberalen Staatslexika“ auf den überzogenen Staatsbegriff der idealistischen Philosophie (Idealismus) besonders Hegels zurück.
Das Werk lieferte verschiedene Aufschlüsse zur Liberalismusgeschichte zwischen der 1848er Revolution und der deutschen Reichsgründung. Der Eintrag Deutsches Reich verweist auf Römisches Reich deutscher Nation, da die deutsche Reichsgründung erst 1873 erfolgte.
Rassistische Elemente aus dem Staatswörterbuch wurden verstärkt in jüngerer Zeit untersucht.
Ein Beispiel aus Arische Völker und arische Rechte:

„Unter den verschiedenen Völkern, welche sich den Besitz der Erde geteilt haben, nimmt die arische Völkerfamilie den ersten Rang ein [...]. Es gibt in der Weltgeschichte nur noch eine Völkerfamilie, welche mit der arischen einigermaßen den Vergleich aushält, die semitische. Alle anderen stehen tief unter ihr [...]. Der arische Geist, von der Schöpfung her am reichsten ausgestattet [...] hat die Bestimmung, die Menschheit mit seinen Rechts- und Staatsideen zu erleuchten und die Herrschaft der Welt [...] zu übernehmen und durchzuführen, indem er die ganze übrige Menschheit zur Zivilisation erzieht.“

Der Abschnitt „Juden – Rechtliche Stellung“ gibt Bluntschlis Einstellung zum Judentum wieder. Er behandelt darin die Frage der Emanzipation der Juden aus dem Blickwinkel ihrer Religion, ihrer Nationalität sowie vom Standpunkte der Wirtschafts- und Kulturinteressen aus. Er spricht den Juden ab, heute noch „ein besonderes Volk mit einer eigenen Verfassung und eigenem Recht zu sein.“ Gleichzeitig waren mehrere Mitarbeiter des Staatswörterbuchs, darunter Wilhelm Stahl und Loening, jüdischer Herkunft. – Ausführungen über den Islam finden sich hauptsächlich im Artikel Mohammed, Mohammedanische Staatsidee.
Gegen Fr. J. Stahl (1802–1861) gerichtet, dem Mitbegründer und -organisator sowie Programmgeber der Konservativen Partei Preußens und Bruder von Wilhelm Stahl, in Bluntschlis Worten „der nach Hegel […] bedeutendste Vertreter der philosophischen Statslehre in Berlin“, schrieb Bluntschli 1862, dass bei diesem ein „jüdischer Zug der Theokratie wie ein rother Faden durch sein ganzes System hindurch gehe, der dasselbe für die europäisch-arische Welt unsres Zeitalters zum Theil unbrauchbar mache.“
Das 11-bändige Staatswörterbuch wurde bis in die jüngere Zeit hinein verschiedentlich nachgedruckt.

## Gliederung
11-bändige Ausgabe
- I Abgeordnete – Belagerungszustand und Standrecht. 1857
- II Belgien – Deutscher König. 1857
- III Deutscher Bund – Friedrich der Große. 1858
- IV Friesen – Hamburg. 1859
- V Haus, Hausfriede, Haussuchung – Konsumption. 1860
- VI Konsumtionssteuer – Montgelas. 1861
- VII Morus – Patronat, Präsentationsrecht. 1862
- VIII Peel – Rußland und die Russen. 1864
- IX Rußland (Die deutschen Ostseeprovinzen) – Staatsrat. 1865
- X Staatsschulden – Verordnung. 1867
- XI Versicherungsanstalten – Zwingli. Nachtrag zu Band 1–11. 1870

3-bändige Ausgabe
- I Abgaben – Genossenschaftswesen.
- II Gentz – Oesterreich.
- III Okkupation – Zwingli.

## Ausgaben
11-bändige Ausgabe
- J. C. Bluntschli, K. Brater (Hg.) Deutsches Staatswörterbuch. Expedition des Staats-Wörterbuchs, Stuttgart und Leipzig 1857-1870. 11 Bände. - Digitalisate: 1 (1857), 2 (1857) 3 (1858), 4 (1859), 5 (1860), 6 (1861), 7 (1862), 8 (1864), 9 (1865), 10 (1867), 11 (1870)

3-bändige Ausgabe
- Bluntschli, (Johann Caspar): Staatswörterbuch in drei Bänden. Auf Grundlage des deutschen Staatswörterbuchs von Bluntschli und (Karl Ludwig Theodor) Brater in elf Bänden, in Verbindung mit andern Gelehrten bearbeitet und herausgegeben von (Richard) Löning. Friedrich Schulthess, Zürich 1869-1875. Digitalisate: 1 (1869) 3.1 (1871) 3 (1872), Nachträge (1875)

Gliederung:
- Abgaben - Genossenschaftswesen. Zürich 1872 (zuerst 1869, 2. Ausgabe 1875)
- Gentz-Oesterreich. 2. Ausg. Leipzig & Stuttgart 1876
- Okkupation - Zwingli. 2. Ausg. Leipzig & Stuttgart 1876. Nachträge Leipzig & Stuttgart 1875